# Coalizione Principalista Persuasiva
La Coalizione Principalista Persuasiva (in inglese: Principlists Pervasive Coalition; in iraniano: ائتلاف فراگیر اصول‌گرایان) è stata una alleanza elettorale iraniana. È stata fondata nel 2008.